# Zap-Zap
 (novembre 2018).
Si vous disposez d'ouvrages ou d'articles de référence ou si vous connaissez des sites web de qualité traitant du thème abordé ici, merci de compléter l'article en donnant les références utiles à sa vérifiabilité et en les liant à la section « Notes et références ».
Albums de Louis Chedid
Bizar
(1988) Ces mots sont pour toi
(1992)
Zap-Zap est un album de Louis Chedid sorti en 1990.

## Liste des pistes
| No  | Titre                             | Durée |
| --- | --------------------------------- | ----- |
| 1.  | Où est-elle ?                     |       |
| 2.  | Boogie Woogie                     |       |
| 3.  | Tout ce que j'ai en rayon         |       |
| 4.  | Comme un singe                    |       |
| 5.  | Tapis Rouge                       |       |
| 6.  | Rien que pour toi                 |       |
| 7.  | Zap-Zap                           |       |
| 8.  | Tous Besoin                       |       |
| 9.  | L'Indien                          |       |
| 10. | Latin Lover                       |       |
| 11. | Qu'est-ce que c'est que ce souk ? |       |
| 12. | Liberté                           |       |